# Lin des Alpes
Linum alpinum
Espèce
Statut de conservation UICN

 LC  : Préoccupation mineure
Le Lin des Alpes (Linum alpinum) est une espèce de plantes à fleurs de la famille des Linacées.
C'est une plante herbacée vivace.
En France, on trouve cette orophyte dans les Alpes et les Pyrénées.